# Pseudapis dixica
Pseudapis dixica là một loài Hymenoptera trong họ Halictidae. Loài này được Warncke mô tả khoa học năm 1976.